# 알아딜

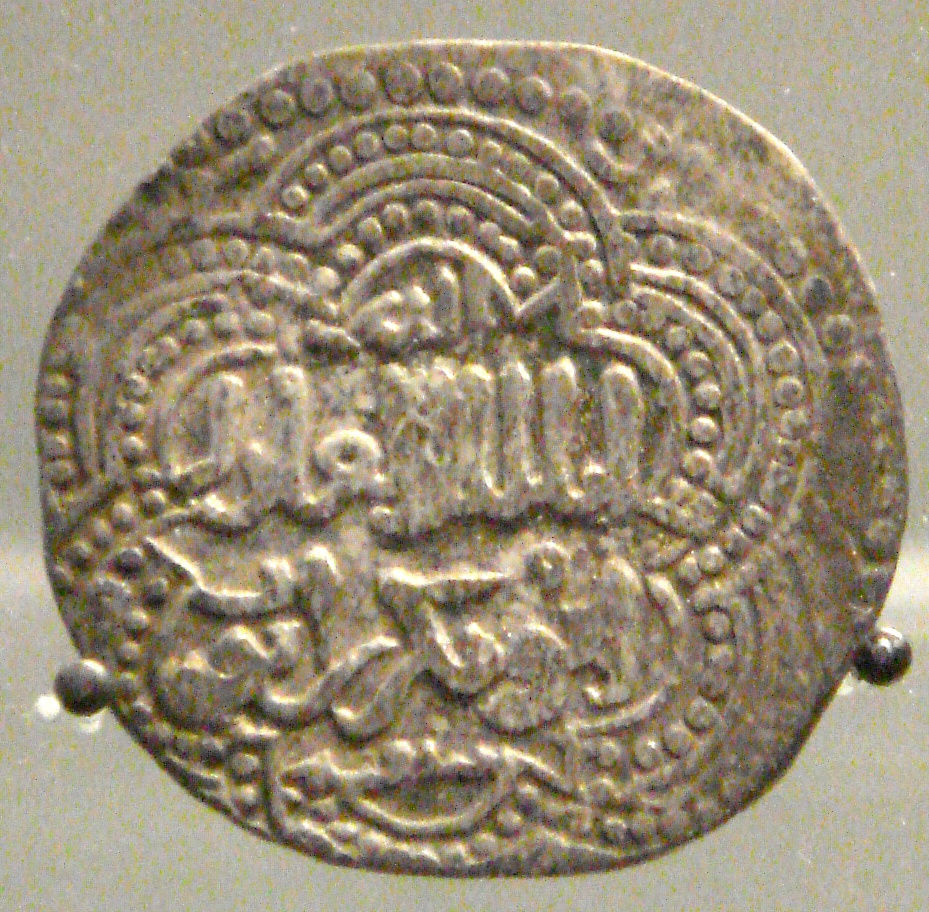

알아딜(아랍어: العادل ), 1145년 ~ 1218년 3월 6일)은 아이유브 왕조의 제3대 술탄(재위: 1202년 ~ 1218년)이다. 살라흐 앗 딘의 동생으로 통칭 술탄 알아딜 혹은 알말리크 알아딜이라고 칭하기도 한다. 본명은 알말리크 알아델 세이프 알딘 아부 바크르 빈 아이유브(아랍어: الملك العادل سيف الدين أبو بكر بن أيوب)으로 알아딜이란 아라비아어의 원뜻은 공정한 자를 의미한다. 이슬람 사회의 정치적 이념으로 본다면, 군주 및 움마을 통괄하는 정치적 지도자의 필수덕목으로써 아딜(adl) 공정이 제일 첫 번째로 꼽는다.
알아딜은 형에 뒤지지 않는 뛰어난 인물로 특히 지모 및 외교능력에 아주 뛰어났다. 형을 따라 십자군과의 전쟁에서 활약하여 다수의 무공을 세웠는데, 알아딜의 공적은 외교능력에서 큰 힘을 발휘했다. 제3차 십자군의 총사령관 리처드 1세와 교섭하여 화의를 성립시킨것은 알아딜의 수완이었다고 한다. 그러나 그 때문에 형으로부터 그 재능을 경계 받게되어, 형이 생존하는 중에는 크게 중용받지는 못했다고 한다.
형의 사후, 형의 자식들에 의한 권력투쟁이 발생하자 알아딜은 여기에 교묘히 개입하여 형의 장남인 알아프달을 추방시키고 1202년 술탄으로써 즉위했다. 즉위 후에는 서유럽 여러나라와의 융화 및 십자군과의 휴전협정 연장, 베네치아 공화국과의 교역에 의한 경제교류등 아이유브 왕조의 평화와 발전에 노력했다.
그러나 1218년 제5차 십자군의 침공으로 인해 평화는 깨지고 말았다. 그리고 알아딜은 다미에타에서 아이유브 왕조군의 패배소식을 듣고 충격을 받아 심장발작을 일으켜, 얼마안가 죽었다고 전해진다.
| 전 임 알 만수르 | 제4대 아이유브 왕조의 술탄 1196년 ~ 1218년 | 후 임 알 카밀 |